# Turdus litsitsirupa
Il tordo grattaterra (Turdus litsitsirupa, Smith, 1836) conosciuto anche come Psophocichla litsitsirupa, è un uccello della famiglia dei Turdidi.
Endemico dell'Africa meridionale e orientale, è distribuito in due popolazioni separate: una dall'Eritrea all'Etiopia e l'altra, più numerosa, che si estende dalla Tanzania e dalla Repubblica Democratica del Congo meridionale, attraverso l'Angola e lo Zambia, fino all'Africa meridionale. Tordo di taglia media, alto e dalla postura eretta, ha dorso grigio-marrone chiaro e ventre camoscio-chiaro. Sedentario, monogamo, vive in coppia o in piccoli stormi; relativamente confidente, si lascia avvicinare abbastanza facilmente. Onnivoro, si nutre nei prati, nelle radure e ai margini di terreni coltivati. Come molti altri tordi, scava attivamente nella lettiera di foglie morte e nel terreno (donde il nome) e si nutre di invertebrati, bacche e frutti. La stagione riproduttiva va da marzo a luglio-agosto al nord e da luglio-agosto a gennaio al sud, ma in Namibia e Botswana, può durare anche fino a marzo. Particolarmente accudenti, i genitori difendono i figli, anche attaccando gli intrusi che si avvicinano al nido, e continuano a nutrirli anche dopo la schiusa della covata successiva. Gli uccelli di questa specie apprezzano paesaggi aperti con pochi alberi: i boschi radi di miombo, le savane aperte ad acacia, le brughiere aride e i cespugliati di ginepro, ad altitudini fino a 2.200 metri. Talvolta, si trovano anche nei parchi cittadini e nei grandi giardini. Questa specie è compresa nella Categoria Rischio minimo della Lista Rossa dell’IUCN delle specie minacciate.

## Descrizione
Il tordo grattaterra è lungo fino a 24 cm e pesa da 71 a 84 g, con ali larghe e coda relativamente corta. Gli adulti della razza nominata hanno il becco nerastro con una mandibola inferiore arancione. Le parti superiori sono grigio-marrone chiaro e quelle inferiori di color camoscio-chiaro, con file di punti neri che scendono dal petto all'addome. Le penne delle ali hanno larghe macchie camoscio-arancio inferiormente, che non si notano quando l'uccello è appollaiato, ma formano un'ampia fascia alare, quando è in volo o sbatte le ali. Le zampe sono giallastre. I sessi sono identici, ma nella femmina, le macchie sulle parti inferiori sono meno abbondanti. Gli immaturi sono come gli adulti, ma più marrone, con macchie sulla parte superiore e una sfumatura di un camoscio più marcato sulla parte inferiore. Le sottospecie si distinguono dalla razza nominale per la maggiore o minore intensità di colore delle loro parti superiori. La sottospecie pauciguttatus è meno macchiata sul petto e sul ventre.

## Biologia
Monogamo, questo tordo vive solitamente in coppia o in piccoli stormi. Relativamente confidente, si lascia avvicinare abbastanza facilmente. Ostenta una postura eretta, dinamica, sia a terra che appollaiato su un filo elettrico ai margini di una strada, impressione che è rafforzata dalla coda relativamente corta. Quando è a terra, spesso decide di saltare o correre velocemente, fermandosi a tratti, per tenere d'occhio l'ambiente circostante. Spesso, si appollaia su una pietra o una roccia. Ha la curiosa abitudine di agitare solo un'ala alla volta. Il suo volo è alternato, con rapidi battiti d'ala, che ricorda quello della tordela. Allarmato, si affretta a volare in cima a un grande albero. In linea di principio, è sedentario, tuttavia, da dicembre a febbraio, è maggiormente presente nel Kruger Park, cosa che, indubbiamente, implica spostamenti di cui non si conoscono ancora appieno i motivi.

### Alimentazione
Questo uccello omnivoro si nutre nei prati, nelle radure, ai margini di terreni coltivati o ai bordi di strade tappezzati di erba bassa. Come molti altri merli o tordi, scava nella lettiera di foglie morte e nel terreno e si nutre principalmente di invertebrati: termiti, cavallette, coleotteri, farfalle e le loro larve, lumache, lombrichi, ragni, piccole lucertole e scinchi, oltre a bacche e frutti.

### Riproduzione
La stagione riproduttiva va da marzo a luglio-agosto al nord e da luglio-agosto a gennaio al sud; In Namibia e Botswana, può durare fino a marzo. Il nido può essere posizionato fino a sette metri dal suolo, su una forcella o lungo il ramo di un albero. In Sudafrica, si trova spesso vicino al nido del drongo codaforcuta, del quale si ritiene sfrutti la difesa aggressiva del sito di nidificazione. Le caratteristiche del nido variano da regione a regione; normalmente, esso è una ciotola voluminosa costruita con ramoscelli, erbe, radici, ma anche pezzi di carta, stracci e pezzi di spago, consolidato con fango o escrementi di animali. L'interno è foderato con petali, ragnatela, piuma, piumino, lana o altro materiale morbido, a seconda delle disponibilità. La deposizione consiste in due o tre uova, occasionalmente quattro, di colore blu-turchese, crema o blu verdastro, con screziature bruno-rossastre o blu-lilla. Entrambi i genitori, a turno, incubano per un paio di settimane. L’involo avviene 18-20 giorni dopo la schiusa. I piccoli vengono nutriti dai due genitori, a volte aiutati da due assistenti. I pulcini rimangono dipendenti dai loro genitori per altre sei settimane e possono continuare a chiedere il cibo persino dopo la schiusa della covata successiva.

### Voce
Il suo canto è costituito da una serie di frasi lente, brevi e potenti, composte da quattro a otto note, che mescolano tra loro fischi dissonanti e schiocchi striduli. Capaci di imitare altre specie come cuculi o storni, questi tordi cantano all'alba e di sera, fino a dopo il tramonto. Il richiamo più comune è tsi-tsi-tsi-rufa, che dà il nome alla specie, ma si può sentire anche un tlee-tlo-tlee-tleek. In volo, emette spesso un richiamo secco e aspro, molto simile a quello dello storno europeo. Il grido di allarme è un acuto chee-chee.

## Distribuzione, migrazioni e habitat

### Distribuzione
Il tordo grattaterra è endemico dell'Africa orientale e meridionale ed è distribuito in due popolazioni separate: una dall'Eritrea all'Etiopia e l'altra, più numerosa, che si estende dalla Tanzania e dalla Repubblica Democratica del Congo meridionale attraverso l'Angola e lo Zambia fino all'Africa meridionale. In questo vasto territorio, sono state individuate quattro sottospecie: T. l. simensis (in Eritrea ed Etiopia); T. l. stierlingi (in Angola centrale e orientale e in direzione est, fino alla Tanzania), T. l. pauciguttata (in Angola meridionale, Namibia settentrionale, Botswana nordoccidentale e Zimbabwe occidentale) e T. l. litsitsirupa (nella Namibia centrale, nello Zambia meridionale e in direzione sud e da est verso il nord del Sud Africa, Swaziland e Mozambico meridionale). 

### Habitat
Gli uccelli di questa specie apprezzano paesaggi aperti con pochi alberi e pascoli. In genere, evitano le foreste dense, dove vengono sostituiti dal tordo olivastro e dal tordo di Kurrichane. In Eritrea, si trovano nei boschi radi di miombo  (Brachystegia), nelle savane aperte ad acacia, nelle brughiere aride e nei cespugliati di ginepro, ad altitudini fino a 2.200 metri. Nella parte meridionale del loro areale, vivono nella savana rada ad acacia, nei boschi aperti di mopane (Colosphermum mopane) e di miombo, tra arbusti spinosi e arbusti, specialmente al limite dei terreni coltivati. Talvolta, si trovano anche nei parchi cittadini e nei grandi giardini.

## Predatori e parassiti
Questo tordo è parassitato dal cuculo africano.

## Status e conservazione
La specie non è minacciata a livello globale, è anche relativamente comune in tutta la sua area e il declino e l’aumento del suo effettivo variano da regione a regione. In aumento nelle regioni aride e nelle praterie oggetto di rimboschimento, è leggermente diminuito nelle aree deforestate di miombo. Questa specie, che ha una diffusione estremamente ampia e la cui consistenza della popolazione non è stata quantificata, è compresa nella Categoria Rischio minimo della Lista Rossa dell’IUCN delle specie minacciate.

## Rapporti con l'uomo
Il Botswana e Nevis hanno emesso francobolli con l’immagine del tordo grattaterra.

## Sistematica
Le quattro sottospecie riconosciute sono le seguenti:
- T. l. litsipsirupa Smith A. (1836)   - Sud Africa settentrionale, centrale e nord-occidentale, Botswana orientale, Zimbabwe e Mozambico meridionale.
- T. l. pauciguttata Clancey (1956) - Namibia, Botswana occidentale e Angola meridionale.
- T. l. stierlingi Reichenow (1900)   - dall’Angola settentrionale allo Zambia, D.R. Congo sud-orientale, Tanzania occidentale, Malawi occidentale e Mozambico.
- T. l. simensis Rüppell (1837)	    - Altopiani dell’Eritrea e dell'Etiopia.